# Сірсбург (Вермонт)
Сірсбург (англ. Searsburg) — місто (англ. town) в США, в окрузі Беннінґтон штату Вермонт. Населення — 126 осіб (2020).

## Демографія
Згідно з переписом 2010 року, у місті мешкало 109 осіб у 44 домогосподарствах у складі 30 родин. Було 93 помешкання
Расовий склад населення:
| - 97,2 % — білих - 0,9 % — азіатів |

До двох чи більше рас належало 1,8 %. Частка іспаномовних становила 0,9 % від усіх жителів.
За віковим діапазоном населення розподілялося таким чином: 21,1 % — особи молодші 18 років, 63,3 % — особи у віці 18—64 років, 15,6 % — особи у віці 65 років та старші. Медіана віку мешканця становила 44,5 року. На 100 осіб жіночої статі у місті припадало 142,2 чоловіків;  на 100 жінок у віці від 18 років та старших — 126,3 чоловіків також старших 18 років.
Середній дохід на одне домашнє господарство  становив 51 643 долари США (медіана — 50 000), а середній дохід на одну сім'ю — 54 718 доларів (медіана — 56 250). Медіана доходів становила 50 714 долари для чоловіків та 41 250 доларів для жінок. За межею бідності перебувало 28,3 % осіб, у тому числі 28,6 % дітей у віці до 18 років та 0,0 % осіб у віці 65 років та старших.
Цивільне працевлаштоване населення становило 60 осіб. Основні галузі зайнятості: освіта, охорона здоров'я та соціальна допомога — 30,0 %, будівництво — 20,0 %, виробництво — 11,7 %, науковці, спеціалісти, менеджери — 10,0 %.